# Südindischer Buntmarder
Der Südindische Buntmarder (Martes gwatkinsii), auch als Indischer Charsa bezeichnet, ist eine wenig erforschte indische Marderart, die in den Westghats endemisch ist.

## Merkmale
Der Südindische Buntmarder sieht dem Buntmarder sehr ähnlich. Die Männchen erreichen eine Kopf-Rumpflänge von 50 bis 70 Zentimetern, eine Schwanzlänge von 35 bis 50 Zentimetern und ein Gewicht von 1 bis 3 Kilogramm. Das Fell ist überwiegend dunkelbraun. Schultern und Torso sind rötlich braun. Die Kehle ist durch deutliche rostgelbe oder zitronengelbe Markierungen gekennzeichnet. Der Schädel ist niedrig und flach.

## Lebensraum
Der Südindische Buntmarder bewohnt Wälder in Höhenlagen zwischen 120 und 2383 m.

## Lebensweise
Über seine Lebensweise ist nur wenig bekannt. Er ist offenbar tagaktiv. Zu seiner Nahrung zählen Königsriesenhörnchen, Indien-Kantschile, Bengalenwarane sowie Honig und Nektar. Es wurden sowohl Einzeltiere als auch Paare beobachtet, die sich entweder auf dem Boden oder in Baumkronen aufhielten.

## Status
Der Südindische Buntmarder ist durch Lebensraumzerstörung und Jagd gefährdet. Sein Lebensraum ist über das gesamte Verbreitungsgebiet hindurch fragmentiert.